# Martin Höllwarth
Martin Höllwarth (* 13. April 1974 in Schwaz, Tirol) ist ein ehemaliger österreichischer Skispringer. Bis September 2009 war er auch Cheftrainer des estnischen Skisprungnationalteams.

## Werdegang

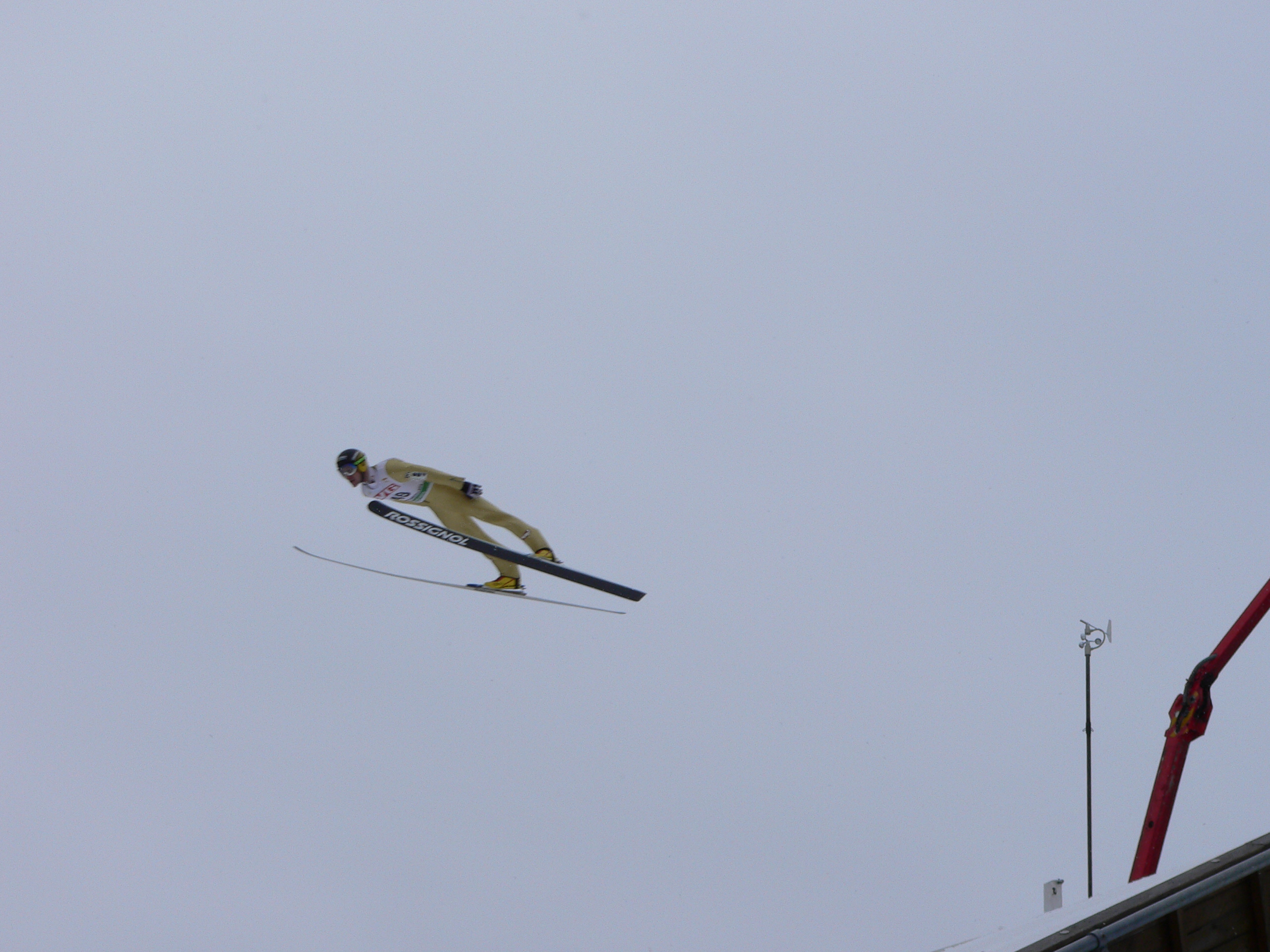
Martin Höllwarth springt von der Schanze

Höllwarth stand seit 1989 im Kader des Österreichischen Skiverbandes (ÖSV). Seinen ersten internationalen Erfolg feierte er 1991 mit dem Gewinn der Junioren-Weltmeisterschaft in Reit im Winkl. Bei der Vierschanzentournee 1992 belegte er als 17-Jähriger hinter dem Finnen Toni Nieminen Platz zwei. Sieben Wochen später gewann er bei den Olympischen Winterspielen in Albertville drei Silbermedaillen.
In den Folgejahren konnte Höllwarth diese Form nicht konservieren. Trotz zweier Siege bei Weltcup-Skispringen (1993 in Sapporo und 1997 in Willingen) landete Höllwarth in der Weltcup-Gesamtwertung nicht auf den vorderen Plätzen. Erst bei den Olympischen Winterspielen 1998 in Nagano belegte er mit Rang drei und damit dem Gewinn der Bronzemedaille im Teamwettbewerb wieder einen Platz auf dem Siegerpodest. Ein Jahr später ersprang er sich mit der österreichischen Equipe bei den Nordischen Skiweltmeisterschaften 1999 in Ramsau am Dachstein mit Platz drei im Mannschaftswettbewerb von der Großschanze seine erste WM-Medaille bei den Erwachsenen.
Bei den Nordischen Skiweltmeisterschaften 2001 in Lahti wurde er mit der österreichischen Skisprungnationalmannschaft Weltmeister im Teamwettbewerb von der 90-Meter-Schanze. Zwei weitere Bronzemedaillen gewann er im Einzelspringen von der 90-m-Schanze und im Teamwettbewerb von der 120-m-Schanze.
Die nachfolgenden Saisonen brachten eine Bestätigung dieser Ergebnisse. Zwischen 2001/02 und 2003/04 wurde er zweimal Sechster und einmal Fünfter in der Weltcup-Gesamtwertung. Erfolge feierte Höllwarth auch bei der Vierschanzentournee mit einem dritten Platz 2002, dem zweiten Platz 2004 hinter dem Norweger Sigurd Pettersen sowie dem zweiten Platz 2005 hinter Janne Ahonen. Durch seinen Sieg beim Abschlussspringen der Tournee 2004/05 in Bischofshofen verhinderte er außerdem, dass Ahonen als zweiter Springer nach Sven Hannawald alle vier Springen einer Tournee gewann.
Einen dunklen Punkt erlebte Höllwarth am 4. Februar 2001 durch einen Verkehrsunfall, bei dem er den PKW lenkte und bei dem der damalige Cheftrainer der Österreichischen Springer, Alois Lipburger, das Leben verlor. Höllwarth und der ebenfalls im PKW sitzende Andreas Widhölzl überlebten den Unfall mit leichten Verletzungen.
Am 14. März 2007 wurde Höllwarth von der ÖSV-Nennliste gestrichen, da er laut einer ÖSV-Aussendung „mit Aussagen innerhalb der Mannschaft und gegenüber Dritten das Ansehen des ÖSV-Springerteams und dessen Mitarbeiter geschädigt“ habe. Diese Aussagen sind aus Differenzen zwischen Höllwarth und Co-Trainer Marc Nölke hervorgegangen. Nach einer Entschuldigung und einem Gespräch mit dem nordischen Direktor, Toni Innauer, wurde Höllwarth allerdings, wie am 19. März bekannt wurde, die Teilnahme am nächstfolgenden Wettkampf, den Skiflugbewerben in Planica, gestattet.
Im April 2008 gab Höllwarth das Ende seiner Karriere als aktiver Springer bekannt und arbeitete anschließend als Cheftrainer der estnischen Nationalmannschaft. Im Sommer 2008 nahm er an der ORF-Fußballshow „Das Match“ teil. Der estnische Skiverband beendete die Zusammenarbeit mit Höllwarth im September 2009 aus finanziellen Gründen und aufgrund ausbleibender sportlicher Erfolge des estnischen Skisprungteams.

## Erfolge

### Weltcupsiege im Einzel
| Nr. | Datum             | Ort              | Typ           |
| --- | ----------------- | ---------------- | ------------- |
| 1.  | 10. Jänner 1992   | Predazzo         | Normalschanze |
| 2.  | 19. Dezember 1992 | Sapporo          | Großschanze   |
| 3.  | 5. Februar 1997   | Willingen        | Großschanze   |
| 4.  | 7. Dezember 2002  | Trondheim        | Großschanze   |
| 5.  | 14. Dezember 2002 | Titisee-Neustadt | Großschanze   |
| 6.  | 15. Dezember 2002 | Titisee-Neustadt | Großschanze   |
| 7.  | 18. Jänner 2004   | Zakopane         | Großschanze   |
| 8.  | 6. Jänner 2005    | Bischofshofen    | Großschanze   |

### Weltcupsiege im Team
| Nr. | Datum            | Ort       | Typ         |
| --- | ---------------- | --------- | ----------- |
| 1.  | 12. Jänner 1992  | Predazzo  | Großschanze |
| 2.  | 28. März 1992    | Planica   | Großschanze |
| 3.  | 15. März 1996    | Oslo      | Großschanze |
| 4.  | 13. Jänner 2002  | Willingen | Großschanze |
| 5.  | 12. Februar 2005 | Pragelato | Großschanze |
| 6.  | 10. März 2007    | Lahti     | Großschanze |

### Weltcup-Platzierungen
| Saison  | Platz | Punkte |
| ------- | ----- | ------ |
| 1991/92 | 10.   | 0112   |
| 1992/93 | 13.   | 0055   |
| 1993/94 | 90.   | 0002   |
| 1994/95 | 53.   | 0037   |
| 1995/96 | 26.   | 0244   |
| 1996/97 | 19.   | 0293   |
| 1997/98 | 11.   | 0568   |
| 1998/99 | 18.   | 0385   |
| 1999/00 | 16.   | 0347   |
| 2000/01 | 13.   | 0374   |
| 2001/02 | 06.   | 0737   |
| 2002/03 | 06.   | 0925   |
| 2003/04 | 05.   | 0731   |
| 2004/05 | 05.   | 1179   |
| 2005/06 | 40.   | 0059   |
| 2006/07 | 18.   | 0284   |
| 2007/08 | 53.   | 0026   |

### Grand-Prix-Siege im Einzel
| Nr. | Datum              | Ort          | Typ           |
| --- | ------------------ | ------------ | ------------- |
| 1.  | 8. August 2001     | Hinterzarten | Normalschanze |
| 2.  | 14. September 2003 | Innsbruck    | Großschanze   |
| 3.  | 26. September 2004 | Hakuba       | Großschanze   |

### Grand-Prix-Siege im Team
| Nr. | Datum          | Ort          | Typ           |
| --- | -------------- | ------------ | ------------- |
| 1.  | 9. August 2003 | Hinterzarten | Normalschanze |
| 2.  | 1. August 2004 | Hinterzarten | Normalschanze |

### Grand-Prix-Platzierungen
| Saison | Platz | Punkte |
| ------ | ----- | ------ |
| 1994   | 32.   | 408    |
| 1995   | 50.   | 202    |
| 1996   | 40.   | 015    |
| 1997   | 03.   | 246    |
| 1998   | 14.   | 113    |
| 1999   | 15.   | 066    |
| 2000   | 15.   | 155    |
| 2001   | 04.   | 333    |
| 2002   | 04.   | 306    |
| 2003   | 03.   | 176    |
| 2004   | 02.   | 362    |
| 2005   | 17.   | 103    |
| 2006   | 18.   | 115    |
| 2007   | 57.   | 026    |

### Weltrekorde
| #  | Schanze                         | Ort     | Land      | Weite   | aufgestellt am | Rekord bis    |
| -- | ------------------------------- | ------- | --------- | ------- | -------------- | ------------- |
| 87 | Velikanka bratov Gorišek (K185) | Planica | Slowenien | 196,0 m | 17. März 1994  | 17. März 1994 |

### Schanzenrekorde
| Schanze                    | Ort        | Land        | Weite   | aufgestellt am     | Rekord bis         |
| -------------------------- | ---------- | ----------- | ------- | ------------------ | ------------------ |
| Mühlenkopfschanze (K120)   | Willingen  | Deutschland | 130,0 m | 1. Februar 1997    | 29. Jänner 1999    |
| Schattenbergschanze (K115) | Oberstdorf | Deutschland | 126,0 m | 29. Dezember 2000  | 29. Dezember 2000  |
| Brunnentalschanze          | Stams      | Österreich  | 116,0 m | 18. August 2001    | 17. Oktober 2009   |
| Bergiselschanze (K120)     | Innsbruck  | Österreich  | 135,0 m | 13. September 2002 | 11. September 2004 |

## Privatleben
Höllwarth war Zeitsoldat beim österreichischen Bundesheer und Mitglied des Heeressportverbandes. Er ist seit April 2001 verheiratet und hat drei Kinder.